# Trechtingshausen
Trechtingshausen är en kommun och ort i Landkreis Mainz-Bingen i det tyska förbundslandet Rheinland-Pfalz. Trechtingshausen, som för första gången omnämns i ett dokument från år 1122, har cirka 1 000 invånare.
Kommunen ingår i kommunalförbundet Verbandsgemeinde Rhein-Nahe tillsammans med ytterligare nio kommuner.

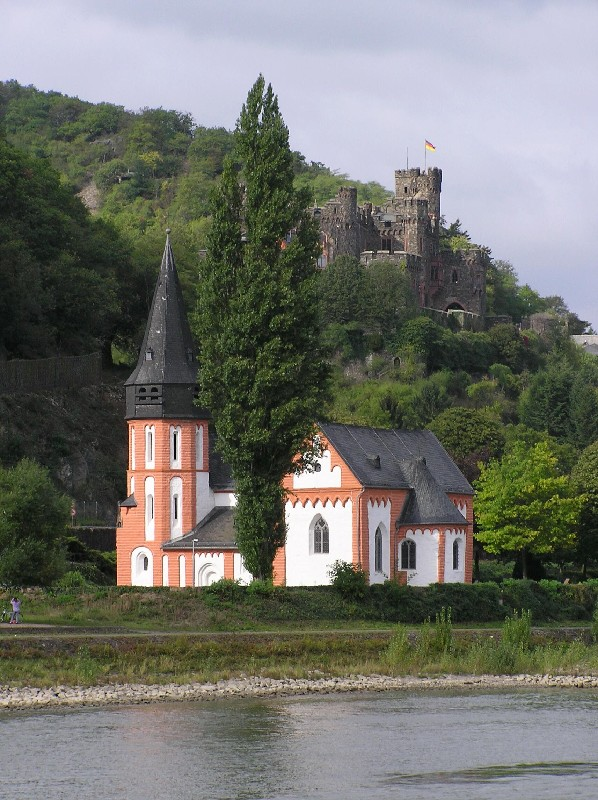
Klemenskapelle och Burg Reichenstein.

Två av stadens sevärdheter är Klemenskapelle och Burg Reichenstein.